# Paint Creek (Scioto River)

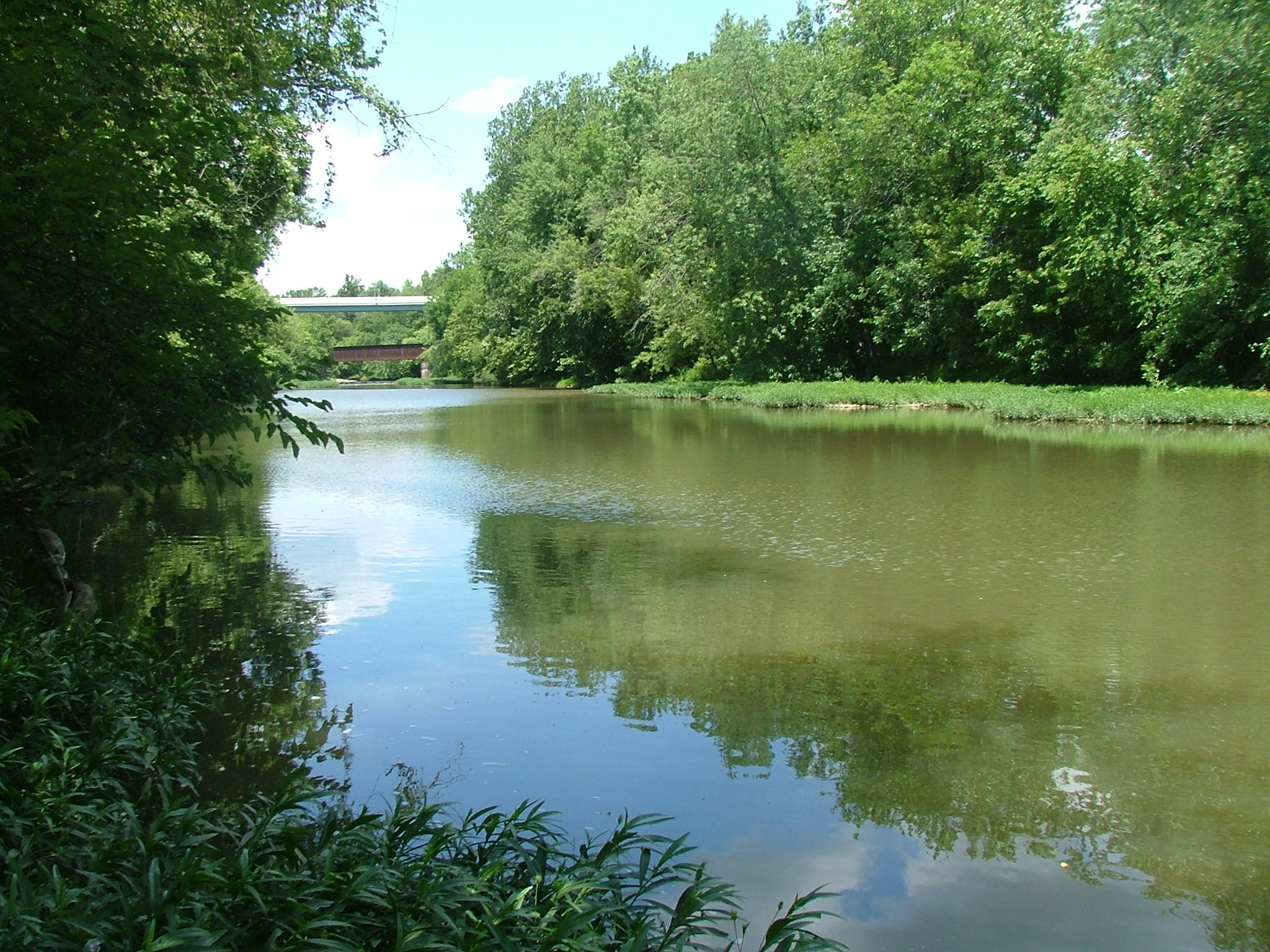
Der Paint Creek bei Greenfield

Der Paint Creek ist ein 152,5 km langer rechter Nebenfluss des Scioto River im südlich-zentralen US-Bundesstaat Ohio. Er entwässert ein Einzugsgebiet von 2.960 km² und gehört zum Flusssystem des Mississippi River. Der Abfluss erfolgt über den Scioto River, Ohio River und Mississippi River in den Golf von Mexiko.
Der Paint Creek entspringt im südwestlichen Madison County, rund 7 Kilometer westlich der Ortschaft London. Er fließt zunächst südsüdwestlich durch das Fayette County und danach an der Grenze der Countys Highland und Ross nach Süden. Südlich der Stadt Greenfield wird der Paint Creek durch einen Damm aufgestaut und bildet den Paint Creek Lake, der sich im Paint Creek State Park befindet. Beim Austritt aus dem See biegt der Fluss nach Osten, durchfließt das Ross County und mündet 4 km südöstlich von Chillicothe in den Scioto River.
Die wichtigsten Nebenflüsse sind der 75 km lange North Fork Paint Creek und der 68 km lange Rattlesnake Creek. Dem Geographic Names Information System zufolge hieß der Fluss im Verlauf seiner Geschichte auch Alamoneetheepeece, Olomon Sepung, Chilicotha Creek, Pain Creek und Pait Creek.